# 作家アリスシリーズ
「作家アリスシリーズ」（さっかアリスシリーズ）は、有栖川有栖による日本の推理小説のシリーズ。
同作者による「学生アリスシリーズ」と区別のために呼称されているほか、「火村英生シリーズ」・「作家編」などとも呼ばれる。『ロシア紅茶の謎』など、タイトルに国名を冠した作品は特に「国名シリーズ」と呼ばれる。
探偵役である犯罪学者・火村英生と、ワトスン役の推理作家・有栖川有栖（以下アリス）が主な登場人物であり、作品の多くはアリスの一人称で語られる形となっている。大阪・兵庫・京都などの各府県警本部にそれぞれレギュラーの捜査チームが協力者として存在し、非常に細かく描写されている（スピンアウト的な主役作品も存在する）のもシリーズの特徴である。

## 作品リスト

### 単行本・文庫本
46番目の密室
- 1992年3月、講談社ノベルス、ISBN 4-06-181608-X
- 1995年3月、講談社文庫、ISBN 4-06-185896-3
- 2009年8月、講談社文庫【新装版】、ISBN 978-4-06-276427-8
- 2012年10月、角川ビーンズ文庫、ISBN 978-4-04-100511-8
- 2019年9月、講談社【限定愛蔵版】、ISBN 978-4-06-516688-8
- 限定愛蔵版の別冊には有栖川が大学時代に執筆した『46番目の密室』の原形である掌編「暖炉のある密室」が収録されている。

ダリの繭
- 1993年12月、角川文庫、ISBN 4-04-191301-2
- 1999年11月、角川書店【愛蔵版】、ISBN 4-04-873187-4
- 2013年6月、角川ビーンズ文庫、上冊、ISBN 978-4-04-100870-6
- 2013年7月、角川ビーンズ文庫、下冊、ISBN 978-4-04-100899-7
- 愛蔵版と角川ビーンズ文庫版（下冊）には書き下ろし掌編「シュルレアリスムの午後」が収録されている。

ロシア紅茶の謎（短編集、国名シリーズ1）
- 1994年8月、講談社ノベルス、ISBN 4-06-181788-4
- 1997年7月、講談社文庫、ISBN 4-06-263548-8
- 2013年1月、角川ビーンズ文庫、ISBN 978-4-04-100640-5

| タイトル       | 初出                                                                        |
| -------------- | --------------------------------------------------------------------------- |
| 動物園の暗号   | 『臨時増刊 小説現代』1993年5月号                                            |
| 屋根裏の散歩者 | 『小説中公』1993年10月号                                                    |
| 赤い稲妻       | 『小説NON』1994年3月号                                                      |
| ルーンの導き   | 『別冊歴史読本 特別増刊 特集古代日本人の大航海と謎の未解読文字』1993年4月号 |
| ロシア紅茶の謎 | 『小説NON』1993年2月号                                                      |
| 八角形の罠     | 『臨時増刊 小説現代 メフィスト』1994年4月号                                 |
海のある奈良に死す
- 1995年3月、双葉社、ISBN 4-575-23214-9
- 1998年5月、角川文庫、ISBN 4-04-191302-0
- 2000年5月、双葉文庫、ISBN 4-575-50720-2

スウェーデン館の謎（国名シリーズ2）
- 1995年5月、講談社ノベルス、ISBN 4-06-181852-X
- 1998年5月、講談社文庫、ISBN 4-06-263793-6
- 2014年11月、角川ビーンズ文庫、ISBN 978-4-04-101070-9

ブラジル蝶の謎（短編集、国名シリーズ3）
- 1996年5月、講談社ノベルス、ISBN 4-06-181910-0
- 1999年5月、講談社文庫、ISBN 4-06-264571-8

| タイトル       | 初出                                                    |
| -------------- | ------------------------------------------------------- |
| ブラジル蝶の謎 | 『小説現代』1996年4月増刊号メフィスト                   |
| 妄想日記       | 『小説現代』1994年7月増刊号ミステリー・ニューウェイブ12 |
| 彼女か彼か     | 『小説現代』1995年11月増刊号メフィスト                  |
| 鍵             | 『小説NON』1995年1月号                                  |
| 人喰いの滝     | 『ミステリーの愉しみ5 奇想の復活』1992年8月             |
| 蝶々がはばたく | 『小説現代』1995年3月号                                 |
英国庭園の謎（短編集、国名シリーズ4）
- 1997年6月、講談社ノベルス、ISBN 4-06-181965-8
- 2000年6月、講談社文庫、ISBN 4-06-264891-1

| タイトル         | 初出                                   |
| ---------------- | -------------------------------------- |
| 雨天決行         | 『小説現代』1996年12月増刊号メフィスト |
| 竜胆紅一の疑惑   | 『小説NON』1996年4月号                 |
| 三つの日付       | 『野性時代』1995年8月号                |
| 完璧な遺書       | 『小説NON』1995年12月号                |
| ジャバウォッキー | 『小説新潮』1996年10月号               |
| 英国庭園の謎     | 『小説現代』1997年5月号メフィスト      |
朱色の研究
- 1997年11月、角川書店、ISBN 4-04-873078-9
- 2000年8月、角川文庫、ISBN 4-04-191304-7

ペルシャ猫の謎（短編集、国名シリーズ5）
- 1999年5月、講談社ノベルス、ISBN 4-06-182071-0
- 2002年6月、講談社文庫、ISBN 4-06-273450-8

| タイトル                     | 初出                                   |
| ---------------------------- | -------------------------------------- |
| 切り裂きジャックを待ちながら | 『IN★POCKET』1997年10月号              |
| わらう月                     | 『小説現代』1997年6月号                |
| 暗号を撒く男                 | 『小説NON』1997年2月号                 |
| 赤い帽子                     | 『なにわ』1997年12月号 - 1998年11月号  |
| 悲劇的                       | 『小説現代』1997年12月増刊号メフィスト |
| ペルシャ猫の謎               | 『小説現代』1999年5月増刊号メフィスト  |
| 猫と雨と助教授と             | 『IN★POCKET』1997年4月号               |
暗い宿（短編集）
- 2001年7月、角川書店、ISBN 4-04-873308-7
- 2003年10月、角川文庫、ISBN 4-04-191307-1

| タイトル           | 初出                                      |
| ------------------ | ----------------------------------------- |
| 暗い宿             | 『KADOKAWAミステリ』1999年11月号          |
| ホテル・ラフレシア | 『KADOKAWAミステリ』2000年4月号           |
| 異形の客           | 『KADOKAWAミステリ』2000年11月号 - 12月号 |
| 201号室の災厄      | 『KADOKAWAミステリ』2001年5月号           |
絶叫城殺人事件（短編集）
- 2001年10月、新潮社、ISBN 4-10-602652-X
- 2004年2月、新潮文庫、ISBN 4-10-120433-0

| タイトル       | 初出                     |
| -------------- | ------------------------ |
| 黒鳥亭殺人事件 | 『小説新潮』1996年4月号  |
| 壺中庵殺人事件 | 『小説新潮』1997年4月号  |
| 月宮殿殺人事件 | 『小説NON』1997年7月号   |
| 雪華楼殺人事件 | 『小説新潮』1998年6月号  |
| 紅雨荘殺人事件 | 『小説新潮』2000年10月号 |
| 絶叫城殺人事件 | 『小説新潮』2001年9月号  |
マレー鉄道の謎（国名シリーズ6、第56回日本推理作家協会賞受賞作）
- 2002年5月、講談社ノベルス、ISBN 4-06-182027-3
- 2005年5月、講談社文庫、ISBN 4-06-275077-5

スイス時計の謎（中編集、国名シリーズ7）
- 2003年5月、講談社ノベルス、ISBN 4-06-182316-7
- 2006年5月、講談社文庫、ISBN 4-06-275387-1

| タイトル           | 初出                                  |
| ------------------ | ------------------------------------- |
| あるYの悲劇        | 『「Y」の悲劇』2000年7月              |
| 女彫刻家の首       | 『小説NON』1998年11月増刊号           |
| シャイロックの密室 | 『小説NON』2001年5月号                |
| スイス時計の謎     | 『小説現代』2003年5月増刊号メフィスト |
白い兎が逃げる（中編集）
- 2003年11月、カッパ・ノベルス、ISBN 4-334-07544-4
- 2007年1月、光文社文庫、ISBN 978-4-334-74178-5

| タイトル                     | 初出                                         |
| ---------------------------- | -------------------------------------------- |
| 不在の証明                   | 『ジャーロ』2001年冬号                       |
| 地下室の処刑                 | 『ジャーロ』2001年秋号                       |
| 比類のない神々しいような瞬間 | 『ジャーロ』2002年秋号                       |
| 白い兎が逃げる               | 『週刊アスキー』2003年7月29日号 - 11月18日号 |
モロッコ水晶の謎（中編集、国名シリーズ8）
- 2005年3月、講談社ノベルス、ISBN 4-06-182418-X
- 2008年3月、講談社文庫、ISBN 978-4-06-275988-5

| タイトル         | 初出                                                             |
| ---------------- | ---------------------------------------------------------------- |
| 助教授の身代金   | 『小説現代』2004年9月増刊号メフィスト                            |
| ABCキラー        | 『「ABC」殺人事件』2001年11月                                    |
| 推理合戦         | 携帯サイト『綾辻行人×有栖川有栖 J-ミステリ倶楽部』2002年10月配信 |
| モロッコ水晶の謎 | 『小説現代』2005年1月増刊号メフィスト                            |
乱鴉の島
- 2006年6月、新潮社、ISBN 4-10-430802-1
- 2008年10月、講談社ノベルス、ISBN 978-4-06-182615-1
- 2010年2月、新潮文庫、ISBN 978-4-10-120436-9

妃は船を沈める（中編集）
- 2008年7月、光文社、ISBN 978-4-334-92618-2
- 2010年9月、カッパ・ノベルス、ISBN 978-4-334-07697-9
- 2012年4月、光文社文庫、ISBN 978-4-334-76404-3

| タイトル     | 初出                               |
| ------------ | ---------------------------------- |
| 猿の左手     | 『ジャーロ』2005年秋号             |
| 幕間         | 書き下ろし                         |
| 残酷な揺り籠 | 『ジャーロ』2007年冬号、2008年春号 |
火村英生に捧げる犯罪（短編集）
- 2008年9月、文藝春秋、ISBN 978-4-16-327450-8
- 2011年6月、文春文庫、ISBN 978-4-16-781601-8

| タイトル               | 初出                                                                         |
| ---------------------- | ---------------------------------------------------------------------------- |
| 長い影                 | 『オール讀物』2004年11月号                                                   |
| 鸚鵡返し               | 携帯サイト『綾辻行人×有栖川有栖 J-ミステリ倶楽部』2004年10月配信             |
| あるいは四風荘殺人事件 | 『オール讀物』2005年11月号                                                   |
| 殺意と善意の顛末       | 携帯サイト『綾辻行人×有栖川有栖 J-ミステリ倶楽部』2003年2月配信              |
| 偽りのペア             | 携帯サイト『綾辻行人×有栖川有栖 J-ミステリ倶楽部』2002年12月配信             |
| 火村英生に捧げる犯罪   | 『オール讀物』2008年2月号                                                    |
| 殺風景な部屋           | 携帯サイト『綾辻行人×有栖川有栖 J-ミステリ倶楽部』2004年11月 - 2005年1月配信 |
| 雷雨の庭で             | 『オール讀物』2008年7月号                                                    |
長い廊下がある家（中編集）
- 2010年11月、光文社、ISBN 978-4-334-92736-3
- 2012年8月、カッパ・ノベルス、ISBN 978-4-334-07710-5
- 2013年7月、光文社文庫、ISBN 978-4-334-76591-0

| タイトル             | 初出                        |
| -------------------- | --------------------------- |
| 長い廊下がある家     | 『ジャーロ』2009年秋号      |
| 雪と金婚式           | 『Anniversary50』2009年12月 |
| 天空の眼             | 『ジャーロ』2010年春号      |
| ロジカル・デスゲーム | 『オール讀物』2010年1月号   |
高原のフーダニット（中編集）
- 2012年3月、徳間書店、ISBN 978-4-19-863363-9
- 2014年11月、徳間文庫、ISBN 978-4-19-893906-9

| タイトル             | 初出                     |
| -------------------- | ------------------------ |
| オノコロ島ラプソディ | 『問題小説』2011年1月号  |
| ミステリ夢十夜       | 『問題小説』2011年11月号 |
| 高原のフーダニット   | 『読楽』2012年2月号      |
菩提樹荘の殺人（中編集）
- 2013年8月、文藝春秋、ISBN 978-4-16-382400-0
- 2016年1月、文春文庫、ISBN 978-4-16-790525-5

| タイトル         | 初出                                             |
| ---------------- | ------------------------------------------------ |
| アポロンのナイフ | 『オールスイリ』2010年11月                       |
| 雛人形を笑え     | 別册文藝春秋電子増刊『つんどく! vol.1』2013年4月 |
| 探偵、青の時代   | 『オールスイリ2012』2011年12月                   |
| 菩提樹荘の殺人   | 『別册文藝春秋』2013年9月号                      |
臨床犯罪学者・火村英生の推理 密室の研究（自選短編集）
- 2013年10月、角川ビーンズ文庫、ISBN 978-4-04-101069-3

| タイトル               | 初出                                        |
| ---------------------- | ------------------------------------------- |
| 人喰いの滝             | 『ミステリーの愉しみ5 奇想の復活』1992年8月 |
| 蝶々がはばたく         | 『小説現代』1995年3月号                     |
| 壺中庵殺人事件         | 『小説新潮』1997年4月号                     |
| 雪華楼殺人事件         | 『小説新潮』1998年6月号                     |
| シャイロックの密室     | 『小説NON』2001年5月号                      |
| あるいは四風荘殺人事件 | 『オール讀物』2005年11月号                  |
臨床犯罪学者・火村英生の推理 暗号の研究（自選短編集）
- 2014年2月、角川ビーンズ文庫、ISBN 978-4-04-101257-4

| タイトル                     | 初出                              |
| ---------------------------- | --------------------------------- |
| ジャバウォッキー             | 『小説新潮』1996年10月号          |
| 英国庭園の謎                 | 『小説現代』1997年5月号メフィスト |
| 暗号を撒く男                 | 『小説NON』1997年2月号            |
| あるYの悲劇                  | 『「Y」の悲劇』2000年7月          |
| 比類のない神々しいような瞬間 | 『ジャーロ』2002年秋号            |
臨床犯罪学者・火村英生の推理 アリバイの研究（自選短編集）
- 2014年6月、角川ビーンズ文庫、ISBN 978-4-04-101431-8

| タイトル       | 初出                       |
| -------------- | -------------------------- |
| 三つの日付     | 『野性時代』1995年8月号    |
| わらう月       | 『小説現代』1997年6月号    |
| 紅雨荘殺人事件 | 『小説新潮』2000年10月号   |
| 不在の証明     | 『ジャーロ』2001年冬号     |
| 長い影         | 『オール讀物』2004年11月号 |
怪しい店（短編集、第3回吉川英治文庫賞受賞の対象期間内の文庫新刊）
- 2014年10月、角川書店、ISBN 978-4-04-102141-5
- 2016年12月、角川文庫、ISBN 978-4-04-104960-0

| タイトル               | 初出                           |
| ---------------------- | ------------------------------ |
| 古物の魔               | 『小説屋Sari-Sari』2014年5月号 |
| 燈火堂の奇禍           | 『小説 野性時代』2014年1月号   |
| ショーウィンドウを砕く | 『小説 野性時代』2014年9月号   |
| 潮騒理髪店             | 『小説 野性時代』2014年6月号   |
| 怪しい店               | 『小説屋Sari-Sari』2014年9月号 |
鍵の掛かった男（第3回吉川英治文庫賞受賞の対象期間内の文庫新刊）
- 2015年10月、幻冬舎、ISBN 978-4-34-402833-3
- 2017年10月、幻冬舎文庫、ISBN 978-4-34-442651-1

狩人の悪夢
- 2017年1月、KADOKAWA、ISBN 978-4-04-103885-7
- 2019年6月、角川文庫、ISBN 978-4-04-107855-6

インド倶楽部の謎（国名シリーズ9）
- 2018年9月、講談社ノベルス、ISBN 978-4-06-513138-1
- 2020年9月、講談社文庫、ISBN 978-4-06-520132-9

カナダ金貨の謎（国名シリーズ10、中短編集）
- 2019年9月、講談社ノベルス、ISBN 978-4-06-513138-1
- 2021年8月、講談社文庫、ISBN 978-4-06-523823-3

| タイトル           | 初出                                                                                             |
| ------------------ | ------------------------------------------------------------------------------------------------ |
| 船長が死んだ夜     | 講談社ノベルス『7人の名探偵 新本格30周年記念アンソロジー』2017年9月                              |
| エア・キャット     | 文春文庫『猫が見ていた』2017年7月                                                                |
| カナダ金貨の謎     | 書き下ろし                                                                                       |
| あるトリックの蹉跌 | 『ダ・ヴィンチ』2016年8月号に第1話掲載 / JT Webサイト「ちょっと一服ひろば」にて第1話 - 第5話公開 |
| トロッコの行方     | 『メフィスト』2019年 VOL. 1                                                                      |

捜査線上の夕映え
- 2022年1月、文藝春秋、ISBN 978-4-16-391484-8

### 単行本・文庫本未収録作品
- 砂男（大阪都市協会『大阪人』1997年1月号 - 12月号）
- 砕けた叫び（角川スニーカー文庫『ミステリアンソロジーV 血文字パズル』2003年2月 / 角川文庫『赤に捧げる殺意』2013年2月）
- 海より深い川（祥伝社『小説NON』2004年5月号）
- 走りだせない日（tree 連載企画 Day to Day 2020年5月）
- 猫と婆ちゃんと准教授と（KADOKAWA 火村英生シリーズ30周年記念限定オリジナルグッズ付属冊子）
- 日本扇の謎（講談社『メフィスト』2023 SPRING VOL.7 - ）

## 登場人物

### 主人公
火村 英生（ひむら ひでお）
京都の私大・英都大学社会学部の准教授（シリーズ開始時は助教授）。本シリーズの探偵役。32歳 - 34歳。独身。
北海道札幌市生まれのあちこち育ちで、両親とは死別。言葉は標準語を使用する。京都市北白川の昔ながらの下宿屋に、大家の篠宮時絵（通称「婆ちゃん」）と3匹の猫たちと共に暮らしている。現在は下宿の唯一の店子である。愛車は廃車寸前のベンツ。愛飲する煙草の銘柄はキャメル。猫舌。
犯罪社会学を専攻しており、研究の一環としてフィールドワークと称して実際の殺人現場へ赴いては事件を解決しているため、アリスからは「臨床犯罪学者」と称されている。
犯罪学者を志した理由を、火村自身は「人を殺したいと思ったことがあるから」と説明しており、実際「誰かを惨殺する」悪夢に毎晩のように魘されては飛び起き、殺人者の心と同調するかのような言動を起こしたり、時としては親友のアリスでさえも突き放そうとしたりするなど暗い過去が垣間見える時がある。
いつも白いジャケット、色の濃いシャツ、だらしなく結んだ細いネクタイに、冬場は黒革のコートという装いである。また、殺人現場では黒いシルクの手袋を愛用している。若白髪混じりでぼさぼさの頭髪をかき回したり、考え事をする時に唇を人差し指でなぞったりする癖がある。非常に博学で、語学も堪能。英仏独語を話せるが、本人曰く「独仏は道を尋ねられる程度の能力」とのこと。徹底した無神論者。
気のおけない仲である親友のアリスに対しては口や態度が悪いが、その他の人間に対してはTPOに応じての立ち居ふるまいや気配りもできる。幼い少年少女のあしらいが上手いことや下宿先の婆ちゃんに度々土産を買って帰るなど優しい人柄をうかがわせるエピソードも多いが、やくざ相手にでも凄めるほど神経に切れた箇所があるとアリスに言わしめる一面も持っている。
よく通るバリトンで鼻の高い端正な横顔に長い脚と女性に好かれる容姿をしており、無愛想なくせにもてる、自分から口説かないきれいなもて方はよくないとアリスからやっかまれている。作中でも教え子の中に火村のファンがいたり、女性に好感を持たれたりしているが、当の本人は女嫌い。
大学2年の時に、講義中にアリスが書いていた小説を無断で読んだことがきっかけで知り合いとなり、やがて親友となった。十数年経った現在でもお互いに最も親しい友人として交流しており、事件の有無にかかわらずお互いの家を訪ね合ったりするほど良好な間柄である。
テレビドラマでは、事件の謎を解いた際に「この犯罪は美しくない」と呟く。また、事件の捜査に携わる理由について、「この世に『美しい犯罪』が存在しないことを証明するため」と語っている。
有栖川 有栖（ありすがわ ありす）
火村の大学時代からの友人。職業は推理作家で、本人によれば年収は同年代の平均的サラリーマンと同程度。専業作家になる前は印刷会社の営業マンだった。本シリーズのワトソン役で、「火村の良き、そして唯一の理解者」と紹介されることもある。32歳 - 34歳。独身。身長175センチメートル。
大阪生まれ大阪育ちで、現在は大阪市天王寺区夕陽丘のマンションに住んでいる。名前はペンネームであると同時に母親から与えられた本名でもある。火村からは常に「アリス」とあだ名で呼ばれるが、これは苗字を縮めた言い方で下の名前を呼び捨てにしたものではないらしい。愛車は先輩作家から無料で譲り受けたポンコツのブルーバード。
火村のフィールドワークに助手という名目でしばしば同行しているが、関わった事件を直接小説のネタにすることは避けている様子。推理作家のさがで、技巧を凝らしたトリックや複雑な犯行動機を考えだしては、火村ににべもなく否定されて悄然とする役回りが多い。しかしアリスの突飛な推理をひとつひとつ否定している過程で消去法的に事件の真実があぶり出されることもあり、火村はアリスを助手として重宝していると作中で何度か語っている。
火村の「人を殺したいと思ったことがある」という発言や、悪夢を見て飛び起きるという姿を度々目撃したことから、彼に何かあれば自分が傍について助けてやりたいと漠然と考えている。火村の過去に何があったのかはアリスは知らされておらず、語らせようと水を向けたこともあったが現在まではぐらかされてしまっている。
ごくごく一般的な価値観を持った大人しいふつうの青年であるが、推理小説についてはつい熱く語りがち。高校時代に片想いしていた同級生の女生徒にラブレターを渡したが、その日の夜に彼女が自殺未遂を起こすという事態に見舞われ、それが現在でもトラウマとなっている。
作者である有栖川有栖とは同姓同名であるがまったくの別人格であり、経歴・趣味・嗜好・思想などにも多少の差異がある。また、作中で彼を「アリス」と呼ぶのは火村だけであるが、雑誌記事やその他メディアなどでは作者とキャラクターを区別する意味合いも兼ねて「アリス」と表記されることが多い。

### 大阪府警捜査一課
船曳（ふなびき）
はげ頭・太鼓腹・サスペンダー（本人はズボンつりと呼んでいる）がトレードマークの警部。その容姿から、部下たちからひそかに「海坊主」と呼ばれている。
火村の鋭敏な頭脳と推理力を買っている最も気安い警察関係者のひとりであり、事件に対して船曳のほうから相談を持ちかけることも多い。民間人である火村とアリスが殺人現場に立ち会うことにも好意的で、物腰もいたって柔らかいが、ひとたび容疑者や犯罪者と対峙すると厳しい刑事としての一面を垣間見せる。
鮫山（さめやま）
銀縁眼鏡をかけた学者らしい風貌をしている警部補。アリスたちより3歳年上。独身。係長として捜査一課で辣腕をふるう。
常に丁寧な態度を崩さず、特に火村に対しては「執事のごとく接する」とアリスに評されている。後輩にあたる森下には教育係として厳しく接している姿が目立つ。暑いのが苦手。
森下 恵一（もりした けいいち）
船曳に見込まれ阿倍野署から大阪府警捜査一課に転属された、まだ20代の若手刑事。
ジャニーズ系の顔立ちに加えて、いつもアルマーニの高級スーツを着ていることから「刑事らしからぬちゃらちゃらした格好」と批判的に見られることもある。刑事になれたことが嬉しくてたまらないという真面目で正義感に溢れた好青年だが、調子に乗った言動が元で鮫山に叱責されることもしばしばある。
『ペルシャ猫の謎』に収録されている中編「赤い帽子」では、アリスや火村に代わって主役を務めた。これは、「赤い帽子」が大阪府警の内部雑誌『なにわ』への掲載を目的としていたことと、著者がかねてから森下にスポットを当てたいと考えていたことの二点の理由による。
名前がケイイチであるため、上司たちに早くケイジになれとからかい混じりに言われることがある。
茅野（ちの）
森下とは対照的に、船曳班一の強面の刑事。
歩きながらせわしなく扇子を使っている様子を「黒澤明の『野良犬』から抜け出してきたよう」と評されている。
高柳 真知子（たかやなぎ まちこ）
森下と同じく、阿倍野署から大阪府警捜査一課に配属された女性刑事。巡査長。刑事としてのキャリアも年齢も森下より上の31歳。愛称はコマチ。
お酒はかなりいける口らしい。漫才ファンで、仕事で疲れて帰宅した時はテレビを録画したものやレンタルDVDを見てリフレッシュする。

### 兵庫県警捜査一課
樺田（かばた）
削いだような頬・尖った鼻・切れ長の目・薄い眉など、いかにも敏腕刑事といった印象の外見をしている警部。180センチメートルという長身で、声優張りの美声の持ち主。
野上の火村に対する鞘当てには関与しないが、どこか面白がっているような態度が仄見える。火村の捜査への出馬には好意的であり、樺田のほうから協力を要請することもある。
野上（のがみ）
叩き上げの巡査部長。40代とは思えない老け顔で、刑事ドラマに出てくる冴えない中年刑事をさらにくすませたような外見をしている。
民間人である火村が事件現場にたびたびやってくることを苦々しく思っており、その態度を隠そうともしない。しかし過去に失態を演じた際には辞表を提出しようとしたこともあり、義理堅く人情家な性格がうかがえる。実はコーヒーにうるさい一面がある。
家族は妻と、大学生の娘と息子が一人ずついる。
遠藤（えんどう）
優しいパパ然とした容貌をしている。

### 京都府警捜査一課
柳井（やない）
小柄で、火村とは頭ひとつほど身長差のある警部。
容貌についてはしばしば「人相の悪い福助」と評されている。娘がいる。
南波（なんば）
柳井の片腕の警部補。
柔道にも剣道にも長けた武道家。学生時代には弓道もたしなんでいた。

### 出版関係
片桐 光雄（かたぎり みつお）
珀友社の編集部に所属している、アリスの担当編集者。吉祥寺在住。33歳。『狩人の悪夢』で婚約を発表した。
アリスとはよく気が合い、出張の際にはお互いの家に泊まり合うほど意気投合している。火村に犯罪学関連の面白い読み物を執筆させようと腐心しているが、いまだ成功していない。大学時代にフラメンコギター部に所属しており（当時のステージネームは「パコ・片桐」）、今でもギターをよく弾いている。
初登場作品は、ノンシリーズの『マジックミラー』。
朝井 小夜子（あさい さよこ）
アリスの先輩作家にあたる推理小説家。36歳。独身。
京都市太秦に住んでいる生粋の京女だが、アリス曰く「『いやどすわぁ、堪忍え』なんて物言いは決してしないお姐さん」とのこと。アリスとは仲の良い姉弟のような関係であり、火村を紹介されて意気投合してからは3人で時々飲みに行っている。

### その他
真野 早織（まの さおり）
アリスの住むマンションの隣人で、女子校で英語を教えている教師。28歳。独身。
黒髪を肩に垂らす程度まで伸ばした清楚な美人。鳴かないカナリアを飼っており、旅行や研修に出かける際にアリスに預けていくことがある。
篠宮 時絵（しのみや ときえ）
火村の下宿の大家。
夫に先立たれ、下宿屋を一人で切り盛りしている。火村とアリスからは「婆ちゃん」と呼ばれ慕われている。
因幡 丈一郎（いなば じょういちろう）
東方新聞社会部の記者。
火村やアリスが警察に捜査協力していることを嗅ぎつけ、稀に公になっていない情報を聞き出そうとコンタクトを取ろうとする。がっちりした体格だが色白。
ジョージ・ウルフ
火村の同僚で英都大学のイギリス人英語学講師。火村より3歳年上。
火村のことを「ヒム」の愛称で呼ぶが、火村本人は「無神論者の自分にはヒム（賛美歌）は似合わない」と語っている。
火村の飼い猫
瓜太郎（うりたろう）
火村が住む下宿屋で飼われている雄猫。時絵に拾われた。
子猫の時、茶トラの柄が猪の子、瓜坊を連想させたため火村に命名された。話しかけられるのを喜ぶ。時絵にウリちゃん、火村にはウリと呼ばれている。
小次郎（こじろう）
瓜太郎の弟分。雨の日に火村に拾われた。頭や背中・しっぽが黒で顎からおなかにかけて白い。命名は火村。
目を合わせてのスキンシップを好み、怠ると体調を崩すほど。時絵にコオちゃん、火村には小次郎と呼ばれている。
桃（もも）
野良が長かったせいか気が強く活発な牝猫。3月3日の雨の日に火村に拾われた。命名は時絵。

## 「学生アリス」シリーズとの関連
「作家アリス」シリーズ・「学生アリス」シリーズと呼ばれるこの2シリーズは、お互いにパラレルな世界であり、「作家アリス」に登場する有栖川有栖が「学生アリス」シリーズを執筆、「学生アリス」に登場する有栖川有栖が「作家アリス」シリーズを執筆しているという設定になっている。したがって、本シリーズでの有栖川有栖は、関わった事件を小説の題材に用いたりすることが一切なく、その点でも警察サイドの信頼を得ている。

## 漫画
麻々原絵里依作画により、一部作品が漫画化されている。
『臨床犯罪学者・火村英生のフィールドノート』として、あすかコミックスDXより5巻まで刊行されている。
- 人喰いの滝（「動物園の暗号」「ロシア紅茶の謎」「猫と雨と助教授と」収録）
  - ロシア紅茶の謎（新装版として改題し再刊行）
- 朱色の研究 夕陽丘殺人事件（「シュルレアリスムの午後」収録）
  - 朱色の研究I（新装版として改題し再刊行）
- 朱色の研究 枯木灘殺人事件
  - 朱色の研究II（新装版として改題し再刊行）
- 201号室の災厄（「嗤う月」「ブラジル蝶の謎」収録）
  - ブラジル蝶の謎（新装版として改題し再刊行）
- 英国庭園の謎（「暗い宿」収録）

## ドラマCD
まんだらけとモモグレのオリジナルレーベルKiKKaよりドラマCD化されている。
- 46番目の密室（作画：高野宮子）
- スイス時計の謎（作画：高野宮子）
- 屋根裏の散歩者（作画：高野宮子）
- 絶叫城殺人事件（作画：サカヅキラン）
- 長い廊下がある家（作画：柳ゆき助）
- 猿の左手（作画：柳ゆき助）
- 残酷な揺り籠（作画：柳ゆき助）

## テレビドラマ
『臨床犯罪学者 火村英生の推理』（りんしょうはんざいがくしゃ ひむらひでおのすいり）は、日本テレビ系の「日曜ドラマ」枠にて2016年1月17日から3月20日まで放送されたテレビドラマである。最終回放送後には動画配信サイト『Hulu』にて、番外編エピソードが3週連続で配信された。また、2019年9月29日にはスペシャルドラマ「臨床犯罪学者 火村英生の推理2019」が日本テレビ系で放送されるとともに、オリジナル・ストーリー「狩人の悪夢」が動画配信サイト『Hulu』にて2週連続で配信された。

### キャスト
主人公
- 火村英生（英都大学社会学部の准教授） - 斎藤工
- 有栖川有栖（推理作家） - 窪田正孝

英都大学社会学部
- 貴島朱美（学生） - 山本美月
- 松野貴子（学生） - 堀口ひかる
- 渋谷千尋（学生） - 松永渚

京都府警察本部
- 小野希（捜査一課警部補） - 優香
- 坂下恵一（捜査一課巡査部長） - 清水一希
- 八十田宗則（鑑識員） - マキタスポーツ
- 鍋島久志（捜査一課警部） - 生瀬勝久

その他
- 諸星沙奈江（過激派テロ集団「シャングリラ十字軍」指導者） - 長谷川京子
- 坂亦清音（謎の少年） - 小野寺晃良
- 難波洋（京都地方検察庁の検事） - 松澤一之
- 篠宮時絵（火村の下宿の大家） - 夏木マリ
- モモ（下宿の愛猫） - ニコ、サンコ

#### ゲスト
第1話
- ニック・ハレルヤ（スピリチュアルアーティスト） - 戸次重幸
- 吉永（ニックのマネージャー） - 音尾琢真
- 大和田雪枝（フリーライター） - 入山法子
- 大和田英児（雪枝の弟） - 高杉真宙
- 佐田（ゲームソフト制作会社「Simbalinx」ディレクター） - 松尾諭
- 真野早織（有栖の隣人） - 橘美緒（第4話・第9話にも出演）
- 小室礼美（雪枝の友人） - 篠原真衣
- 水尾智佐（被害者） - 松尾薫
- 金子ジュリア（ニックのアシスタント） - 留奥麻依子
- 事件現場記者 - 西野大作（第8話にも出演）
- 事件現場リポーター - 白須慶子
- ゲームソフト制作会社「Simbalinx」プロデューサー - 佐藤一平
- 山野詩織（被害者） - 小針茜
- シャングリラ十字軍・構成員 - 兼松若人

第2話
- 幡多瑛助（大学生・相羽の友人） - 吉沢亮
- 相羽徳明（大学生） - 佐野岳
- 是枝（是枝美容クリニックの外科医） - 大河内浩
- 田ノ上絵里（シャングリラ十字軍・脱会者） - 仁科あい
- 呉陽太郎（絵里の元恋人） - 寿大聡
- 吉井（温泉旅館「中濃屋」の仲居） - 奥田ワレタ
- 保科（中濃屋の女将） - 工藤時子
- 後藤（中濃屋の番頭） - 尾本貴史
- 相羽のアパート管理人 - 伊藤順

第3話
- 志摩恵里香（征夫の妻） - 西田尚美
- 城戸誉（征夫のマネージャー） - 児嶋一哉
- 志摩征夫（俳優） - 飯田基祐
- 宇田川温子（恵里香の上司） - 猫背椿

第4話
- 堂条秀一（堂条ジュエリー社長） - 岩城滉一
- 鷺尾優子（社長秘書） - 内田理央
- 長池伸介（宝飾デザイナー） - 忍成修吾
- 吉住則夫（宣伝部長・秀一の弟） - 渋谷謙人
- 堂条秀二（副社長・秀一の弟） - 合田雅吏
- 有栖の初恋の相手 - 岡本夏美
- 加藤珠紀（シャングリラ十字軍・被害者） - 山崎丹奈（第8話にも出演）
- 針野正樹（シャングリラ十字軍・被害者） - 鶴見和也（第5話・第8話にも出演）
- 土産物屋の店主 - 城戸光晴
- 看護師 - 吉井怜
- 外科医 - 児島功一

第5話
- 夕狩正比古（オフィス夕狩・社長） - 宅麻伸
- 愉良（正比古の恋人・オフィス夕狩の所属タレント） - 小島梨里杏
- 酒井（オフィス夕狩・社員） - 内田滋
- 仲畑（オフィス夕狩・経理） - 吉岡扶敏
- レイナ（オフィス夕狩・タレント） - 小松春佳
- ブティック「シャレム」店員 - 真中乃亜
- 喫茶店のマスター - 津村和幸

第6話
- 六人部四朗（正明の後輩） - 山本裕典（第7話にも出演）
- 宗像真知（正明の母で陽平の姉） - 高橋ひとみ（第7話にも出演）
- 大野夕雨子（ピアノ教師） - 上野なつひ（第7話にも出演）
- 宗像正明（朱美の従兄） - 鈴之助（第7話にも出演）
- 山内陽平（朱美の叔父） - 大高洋夫（第7話にも出演）
- 宗像庄太郎（正明の父・6年前に死亡） - 田口主将（第7話にも出演）
- 緒方雅之（京都府警捜査一課 警部・故人） - 阿南健治（第7話にも出演）
- 勝村英男（from土曜ドラマ『怪盗 山猫』） - 成宮寛貴
- 霧島さくら（from土曜ドラマ『怪盗 山猫』） - 菜々緒

第7話
- 吉本（京都府警 元巡査部長・インテリア用品店経営） - 平泉成
- 鬼塚竜三（シャングリラ十字軍・構成員） - 竹内涼真（第8話・第9話・第10話にも出演）
- 城照文（シャングリラ十字軍・構成員） - 今野浩喜（第8話・第9話にも出演）
- 大石安奈（シャングリラ十字軍・構成員） - 仁村紗和（第8話・第9話にも出演）
- 井出護（警視庁・公安部） - 渡邉紘平（第8話・第9話・第10話にも出演）

第8話
- 安納守之（コンビニ経営者） - 泉谷しげる
- 外山（コンビニ店員） - 山本篤
- 座間剣介（下堂高等学校の生徒） - 佐久間悠
- 尾木紫苑（下堂高等学校の生徒） - 高橋朋伽
- 鶴屋望月（コメンテーター） - 吉見征樹
- 英都大学社会学部の学生 - 金子大地
- 事件現場のリポーター - 奈良井志摩
- ごんた（安納の飼い犬） - ダイズ

第9話
- 嵯峨信人（シャングリラ十字軍・構成員） - 野間口徹
- 風船を持った女児 - 筧礼

最終話
- ハイキングの老夫婦 - あがた森魚
- ハイキングの老夫婦 - 金沢きくこ
- 救急隊員 - 豪起

Another Story1
- 片平幸彦（アリスの同級生） - 島丈明
- 笹山奈保（アリスの同級生） - 小島藤子
- 大友昂（アリスの同級生） - 白洲迅
- 岡崎清太郎（アリスの同級生） - 関口アナム

Another Story2・3
- 摩利（地下アイドル「貴方に首すじ噛まれ隊」センター） - 鈴木友菜
- 菜々子（地下アイドル「貴方に首すじ噛まれ隊」） - 水谷果穂
- 梨本梢（地下アイドル「貴方に首すじ噛まれ隊」） - 奥仲麻琴
- 増田れい（地下アイドル「貴方に首すじ噛まれ隊」） - 加藤里保菜
- ユミノ（地下アイドル「貴方に首すじ噛まれ隊」） - 早乙女ゆみの（マボロシ可憐GeNE）
- カナミ（地下アイドル「貴方に首すじ噛まれ隊」） - 夏野香波（マボロシ可憐GeNE）
- アオナ（地下アイドル「貴方に首すじ噛まれ隊」） - 沖本蒼奈（マボロシ可憐GeNE）
- マヤ（地下アイドル「貴方に首すじ噛まれ隊」） - 朝比奈まや（マボロシ可憐GeNE）
- 鳴海珠理奈（プロデューサー） - 霧島れいか
- 谷邑康平（マネージャー） - 浅利陽介

臨床犯罪学者 火村英生の推理2019「ABCキラー」編
- 堂本茉菜（英都大学学生） - 山本亜依（「狩人の悪夢」編にも出演）
- 茶谷滋也（被害者） - 菅裕輔
- 番藤ロミ（被害者） - 本橋由香
- 花井唯子（パーカッション奏者・茶谷滋也の元妻） - 高橋メアリージュン
- 因幡丈一郎（東方新聞社記者） - 佐藤隆太（「狩人の悪夢」編にも出演）
- 曽我部修（京都府警捜査一課警部補） - 前田公輝（「狩人の悪夢」編にも出演）
- 壇健作（会社経営者・壇亜由子の夫） - 波岡一喜
- 片桐光雄（有栖川担当編集者） - 柄本時生（「狩人の悪夢」編にも出演）
- 海原晴美（大阪府警捜査一課警部） - 濱田マリ
- 鹿田弘至（兵庫県警捜査一課警部） - 長谷川初範

臨床犯罪学者 火村英生の推理2019「狩人の悪夢」編
- 大泉鉄斎（沖田の元同棲相手） - 金城大和
- 江沢鳩子（白布施担当編集者） - 山本舞香
- 矢作萌（イラストレーター） - 江口のりこ
- 光石静世（光石遼平の妻） - 西尾まり
- 弓削与一（ゲームクリエイター） - 市川知宏
- 光石由未（光石遼平の姪） - 小野莉奈
- 沖田依子（渡瀬の友人） - まつながひろこ
- 渡瀬信也（2年前に亡くなった白布施の助手） - 松本大輝
- 西田杜夫（京都府警亀岡南署刑事） - 佐戸井けん太
- 光石遼平（レストラン「レヴリ」のオーナー） - 木下ほうか
- 白布施正都（ホラー作家） - 高嶋政伸

### スタッフ
- 原作 - 有栖川有栖「火村英生」シリーズ（KADOKAWA、講談社、光文社、新潮社、文藝春秋、徳間書店、幻冬舎）
- 脚本 - マギー、佐藤友治
- 音楽 - 井筒昭雄
- 主題歌 - EDGE of LIFE「Selfy Trick」[35]
- 撮影 - 東田博史
- 照明 - 徳永博一
- 音声 - 岡田平次
- 美術プロデューサー - 高野雅裕
- 美術デザイン - 荒川敦彦、松木修人
- VE - 権田博
- 編集 - 藤本浩史
- ライン編集 - 梶原梓
- サウンドデザイン - 石井和之
- 音響効果 - 木村実玖子
- MA - 下村真美子
- タイトルバック - 岡野正広
- VFX - 熱田健太郎
- 技術統括 - 木村博靖
- 警察監修 - 吉川祐二
- 言語指導 - 奈良井志摩（京都弁）、山本篤（大阪弁）
- チーフプロデューサー - 松岡至
- プロデューサー - 戸田一也、小泉守・松山雅則（トータルメディアコミュニケーション）
- 演出 - 佐久間紀佳、明石広人、浅見真史（トータルメディアコミュニケーション）
- 制作協力 - トータルメディアコミュニケーション
- 製作著作 - 日本テレビ

臨床犯罪学者 火村英生の推理2019
- 原作 - 有栖川有栖「火村英生」シリーズ（KADOKAWA、講談社）
- 脚本 - マギー
- 脚本協力 - 佐藤友治
- 音楽 - 井筒昭雄
- 主題歌 - AliA「realize」[36]
- チーフプロデューサー - 池田健司
- 企画プロデュース - 戸田一也
- プロデューサー - 小泉守（トータルメディアコミュニケーション）
- 演出 - 長沼誠
- 制作協力 - トータルメディアコミュニケーション
- 制作 - HJホールディングス
- 製作著作 - 日本テレビ

### 放送・配信日程

#### 『臨床犯罪学者 火村英生の推理』
| 各話                                                          | 放送日        | サブタイトル           | ラテ欄                                                                         | 脚本     | 演出       | 視聴率 |
| ------------------------------------------------------------- | ------------- | ---------------------- | ------------------------------------------------------------------------------ | -------- | ---------- | ------ |
| 第1話                                                         | 2016年1月17日 | 絶叫城殺人事件         | 大人気ミステリーが奇跡のコンビで映像化 名探偵は殺人鬼!? 美しい犯罪が幕を開ける | マギー   | 佐久間紀佳 | 11.1%  |
| 第2話                                                         | 1月24日       | 異形の客               | 怪奇！ 透明人間!? 秘湯に消えた!? 密室殺人容疑者は宿泊客全員                    | マギー   | 佐久間紀佳 | 09.9%  |
| 第3話                                                         | 1月31日       | 准教授の身代金         | 死者からの伝言が人気俳優を殺す!? 歪んだ夫婦愛に隠された謎                      | マギー   | 明石広人   | 09.5%  |
| 第4話                                                         | 2月07日       | ダリの繭               | 原作で一番の人気作 初恋は殺人のメモリー 探偵と容疑者の秘恋                     | 佐藤友治 | 浅見真史   | 09.7%  |
| 第5話                                                         | 2月14日       | ショーウィンドウを砕く | 美人タレントはナゼ殺された？ 殺人鬼に罠を仕掛ける超心理戦                      | マギー   | 佐久間紀佳 | 08.8%  |
| 第6話                                                         | 2月21日       | 朱色の研究（前編）     | 疑惑の女子大生からの挑戦状!? 幽霊屋敷の超魔術トリックとは                      | マギー   | 明石広人   | 07.5%  |
| 第7話                                                         | 2月28日       | 朱色の研究（後編）     | ターゲットは火村！ 美しき犯罪が遂に降臨 殺人動機は純愛!?                       | 佐藤友治 | 明石広人   | 09.1%  |
| 第8話                                                         | 3月06日       | アポロンのナイフ       | 最終章！ 火村が覚醒VS絶世の美少年！ 美しい犯罪は存在する!?                     | マギー   | 佐久間紀佳 | 08.8%  |
| 第9話                                                         | 3月13日       | 地下室の処刑           | アリス絶体絶命…！ 処刑執行まで1時間！ 死の淵で火村が激白                       | マギー   | 浅見真史   | 06.6%  |
| 最終話                                                        | 3月20日       | ロジカル・デスゲーム   | 衝撃のラスト！ 火村とアリス永遠の別れ!? &重大発表あります                      | マギー   | 佐久間紀佳 | 06.9%  |
| 平均視聴率 8.8%（視聴率はビデオリサーチ調べ、関東地区・世帯） |               |                        |                                                                                |          |            |        |

#### 『臨床犯罪学者 火村英生の推理 Another Story』
最終回放送後、動画配信サイト『Hulu』にて3週連続で配信。
| 各話           | 配信日        | サブタイトル                         | 脚本     | 演出     |
| -------------- | ------------- | ------------------------------------ | -------- | -------- |
| Another Story1 | 2016年3月20日 | 探偵、青の時代                       | 佐藤友治 | 明石広人 |
| Another Story2 | 3月27日       | 切り裂きジャックを待ちながら（前編） | 佐藤友治 | 明石広人 |
| Another Story3 | 4月03日       | 切り裂きジャックを待ちながら（後編） | 佐藤友治 | 明石広人 |

#### スペシャルドラマ『臨床犯罪学者 火村英生の推理2019「ABCキラー」編』
放送時間は22時30分から23時25分。
| 放送日        | サブタイトル | 脚本   | 演出   |
| ------------- | ------------ | ------ | ------ |
| 2019年9月29日 | ABCキラー    | マギー | 長沼誠 |

#### Huluオリジナルストーリー『臨床犯罪学者 火村英生の推理2019「狩人の悪夢」編』
『臨床犯罪学者 火村英生の推理2019「ABCキラー」編』放送後、動画配信サイト『Hulu』にて2週連続で配信。
| 各話                       | 配信日         | サブタイトル              | 脚本   | 演出   |
| -------------------------- | -------------- | ------------------------- | ------ | ------ |
| Huluオリジナルストーリー 1 | 2019年09月29日 | 狩人の悪夢 前編・惨劇の森 | マギー | 長沼誠 |
| Huluオリジナルストーリー 2 | 10月06日       | 狩人の悪夢 後編・狩の終焉 | マギー | 長沼誠 |

### コラボレーション
2016年1月期の日テレ製作ドラマ3作品のコラボレーション企画の一環として、2016年2月17日放送水曜ドラマ『ヒガンバナ〜警視庁捜査七課〜』には火村英生（斎藤工）と有栖川有栖（窪田正孝）がカメオ出演として特別参加し、上記2016年2月21日放送の番組において土曜ドラマ『怪盗 山猫』から勝村英男（成宮寛貴）、霧島さくら（菜々緒）がカメオ出演として特別参加した。

### リリース
『臨床犯罪学者 火村英生の推理』 (Blu-ray & DVD BOX)
6枚組（本編5枚＋特典1枚、本編約472分＋特典映像）
特典映像：メイキング、スポット集、キャストインタビューなど
封入特典：ブックレット
販売元：バップ、発売：2016年8月17日
ドラマ『臨床犯罪学者 火村英生の推理』オリジナル・サウンドトラック
レーベル：バップ、発売：2016年2月24日
主題歌「Selfy Trick」EDGE of LIFE (Single Maxi)
レーベル：avex trax、発売：2016年2月17日
| 日本テレビ系 日曜ドラマ                         | 日本テレビ系 日曜ドラマ                                 | 日本テレビ系 日曜ドラマ                        |
| 前番組                                          | 番組名                                                  | 次番組                                         |
| ----------------------------------------------- | ------------------------------------------------------- | ---------------------------------------------- |
| エンジェル・ハート （2015年10月11日 - 12月6日） | 臨床犯罪学者 火村英生の推理 （2016年1月17日 - 3月20日） | ゆとりですがなにか （2016年4月17日 - 6月19日） |